# Liste des orgues de Corse protégés aux monuments historiques
Cet article recense les orgues protégés aux monuments historiques en Corse, France.

## Liste
| Orgue                                                        | Département  | Commune           | Édifice                                         | Référence | Année     | Protection | Illus. |
| ------------------------------------------------------------ | ------------ | ----------------- | ----------------------------------------------- | --- | --------- | ---------- | ------ |
| Orgue de tribune buffet, partie instrumentale, tribune       | Corse-du-Sud | Bonifacio         | Église Saint-Dominique de Bonifacio             | « PM2A000328 », notice no PM2A000328 « PM2A000327 », notice no PM2A000327 « PM2A000329 », notice no PM2A000329 | 1984 2008 | Classé     |        |
| Orgue de tribune partie instrumentale                        | Corse-du-Sud | Olmeto            | Église de l'Assomption d'Olmeto                 | « PM2A000330 », notice no PM2A000330 « PM2A000103 », notice no PM2A000103                                      | 1979      | Classé     |        |
| Orgue de tribune buffet, partie instrumentale, tribune       | Haute-Corse  | Algajola          | Église Saint-Georges d'Algajola                 | « PM2B000001 », notice no PM2B000001 « PM2B000793 », notice no PM2B000793 « PM2B000794 », notice no PM2B000794 | 1978 2007 | Classé     |        |
| Orgue de tribune partie instrumentale                        | Haute-Corse  | Bastia            | Église de la confrérie Sainte-Croix             | « PM2B000795 », notice no PM2B000795 « PM2B000672 », notice no PM2B000672                                      | 1992      | Classé     |        |
| Orgue de tribune buffet, tribune                             | Haute-Corse  | Bastia            | Église Saint-Jean-Baptiste de Bastia            | « PM2B000156 », notice no PM2B000156 « PM2B000796 », notice no PM2B000796                                      | 1978      | Classé     |        |
| Orgue de tribune buffet, tribune                             | Haute-Corse  | Bastia            | Église Saint-Roch de Bastia                     | « PM2B000548 », notice no PM2B000548 « PM2B000797 », notice no PM2B000797                                      | 1995      | Classé     |        |
| Orgue de tribune buffet, tribune                             | Haute-Corse  | Brando            | Église de l'Annonciation de Brando              | « PM2B000843 », notice no PM2B000843 « PM2B000842 », notice no PM2B000842                                      | 1986      | Inscrit    |        |
| Orgue de tribune partie instrumentale                        | Haute-Corse  | Calenzana         | Église Saint-Blaise de Calenzana                | « PM2B000798 », notice no PM2B000798 « PM2B000574 », notice no PM2B000574                                      | 1995      | Classé     |        |
| Orgue de tribune partie instrumentale                        | Haute-Corse  | Calvi             | Église Sainte-Marie de Calvi                    | « PM2B000799 », notice no PM2B000799 « PM2B000800 », notice no PM2B000800                                      | 1980      | Classé     |        |
| Orgue de tribune partie instrumentale                        | Haute-Corse  | Calvi             | Pro-cathédrale Saint-Jean-Baptiste de Calvi     | « PM2B000801 », notice no PM2B000801 « PM2B000248 », notice no PM2B000248                                      | 1979      | Classé     |        |
| Orgue de tribune buffet, partie instrumentale, tribune       | Haute-Corse  | Canari            | Église Saint-François de Canari                 | « PM2B000803 », notice no PM2B000803 « PM2B000802 », notice no PM2B000802 « PM2B000804 », notice no PM2B000804 | 2007      | Classé     |        |
| Orgue de tribune buffet                                      | Haute-Corse  | Carcheto-Brustico | Église Sainte-Marguerite de Carcheto-Brustico   | « PM2B000841 », notice no PM2B000841 « PM2B000840 », notice no PM2B000840                                      | 1993      | Inscrit    |        |
| Orgue de tribune partie instrumentale                        | Haute-Corse  | Castifao          | Église Saint-François de Castifao               | « PM2B000805 », notice no PM2B000805 « PM2B000479 », notice no PM2B000479                                      | 1991      | Classé     |        |
| Orgue de tribune buffet, partie instrumentale, tribune       | Haute-Corse  | Corbara           | Église de l'Annonciation de Corbara             | « PM2B000807 », notice no PM2B000807 « PM2B000806 », notice no PM2B000806 « PM2B000808 », notice no PM2B000808 | 2007      | Classé     |        |
| Orgue de tribune orgue                                       | Haute-Corse  | Corte             | Chapelle Sainte-Croix de Corte                  | « PM2B000845 », notice no PM2B000845                                                                           | 1994      | Inscrit    |        |
| Orgue de tribune partie instrumentale                        | Haute-Corse  | Corte             | Église Notre-Dame-de-l'Annonciade de Corte      | « PM2B000809 », notice no PM2B000809 « PM2B000321 », notice no PM2B000321                                      | 1978      | Classé     |        |
| Orgue de tribune buffet, partie instrumentale, tribune       | Haute-Corse  | Costa             | Église Saint-Sauveur de Costa                   | « PM2B000690 », notice no PM2B000690 « PM2B000810 », notice no PM2B000810 « PM2B000811 », notice no PM2B000811 | 1992      | Classé     |        |
| Orgue de tribune buffet, partie instrumentale                | Haute-Corse  | Feliceto          | Église Saint-Nicolas de Feliceto                | « PM2B000832 », notice no PM2B000832 « PM2B000831 », notice no PM2B000831 « PM2B000833 », notice no PM2B000833 | 2007      | Classé     |        |
| Orgue de tribune buffet, partie instrumentale                | Haute-Corse  | Lumio             | Église Sainte-Marie de Lumio                    | « PM2B000835 », notice no PM2B000835 « PM2B000834 », notice no PM2B000834 « PM2B000836 », notice no PM2B000836 | 2007      | Classé     |        |
| Orgue de tribune buffet, partie instrumentale, tribune       | Haute-Corse  | Luri              | Église Saint-Pierre de Luri                     | « PM2B000360 », notice no PM2B000360 « PM2B000812 », notice no PM2B000812 « PM2B000813 », notice no PM2B000813 | 1986      | Inscrit    |        |
| Orgue de tribune buffet, tribune                             | Haute-Corse  | Montegrosso       | Église Saint-Augustin de Montemaggiore          | « PM2B000367 », notice no PM2B000367 « PM2B000814 », notice no PM2B000814                                      | 1978      | Classé     |        |
| Orgue de tribune partie instrumentale                        | Haute-Corse  | Nonza             | Église Sainte-Julie de Nonza                    | « PM2B000815 », notice no PM2B000815 « PM2B000381 », notice no PM2B000381                                      | 1979      | Classé     |        |
| Orgue de tribune buffet, partie instrumentale, tribune       | Haute-Corse  | Occhiatana        | Église Saint-Barthélemy d'Occhiatana            | « PM2B000838 », notice no PM2B000838 « PM2B000837 », notice no PM2B000837 « PM2B000839 », notice no PM2B000839 | 1978      | Inscrit    |        |
| Orgue de tribune buffet, partie instrumentale, tribune       | Haute-Corse  | Palasca           | Église Notre-Dame-de-l'Assomption de Palasca    | « PM2B000817 », notice no PM2B000817 « PM2B000816 », notice no PM2B000816 « PM2B000480 », notice no PM2B000480 | 1990 1992 | Classé     |        |
| Orgue de tribune buffet, partie instrumentale, tribune       | Haute-Corse  | Piedicroce        | Église Saint-Pierre et Saint-Paul de Piedicroce | « PM2B000639 », notice no PM2B000639 « PM2B000818 », notice no PM2B000818 « PM2B000399 », notice no PM2B000399 | 1978 1995 | Classé     |        |
| Orgue de tribune buffet, partie instrumentale, tribune       | Haute-Corse  | Pino              | Église Notre-Dame-de-l'Assomption de Pino       | « PM2B000829 », notice no PM2B000829 « PM2B000828 », notice no PM2B000828 « PM2B000830 », notice no PM2B000830 | 2007      | Classé     |        |
| Orgue de tribune partie instrumentale                        | Haute-Corse  | Pioggiola         | Église Santa-Maria-Assunta de Pioggiola         | « PM2B000819 », notice no PM2B000819 « PM2B000692 », notice no PM2B000692                                      | 1992      | Classé     |        |
| Orgue de tribune banc, buffet, partie instrumentale, tribune | Haute-Corse  | La Porta          | Église Saint-Jean-Baptiste de La Porta          | « PM2B000413 », notice no PM2B000413 « PM2B000820 », notice no PM2B000820 « PM2B000821 », notice no PM2B000821 | 1988      | Classé     |        |
| Orgue de chœur partie instrumentale                          | Haute-Corse  | Rogliano          | Église Sant Agnellu de Rogliano                 | « PM2B000823 », notice no PM2B000823                                                                           | 2008      | Classé     |        |
| Orgue de tribune buffet, partie instrumentale, tribune       | Haute-Corse  | Rogliano          | Église Sant Agnellu de Rogliano                 | « PM2B000417 », notice no PM2B000417 « PM2B000822 », notice no PM2B000822                                      | 1988 2008 | Classé     |        |
| Orgue de tribune buffet, partie instrumentale, tribune       | Haute-Corse  | Sant'Antonino     | Église de l'Annonciation de Sant'Antonino       | « PM2B000694 », notice no PM2B000694 « PM2B000824 », notice no PM2B000824 « PM2B000825 », notice no PM2B000825 | 1992 1996 | Classé     |        |
| Orgue de tribune banc, buffet, partie instrumentale          | Haute-Corse  | Zilia             | Église Saint-Roch de Zilia                      | « PM2B000451 », notice no PM2B000451 « PM2B000826 », notice no PM2B000826 « PM2B000827 », notice no PM2B000827 | 1978 2008 | Classé     |        |